# Toropi
Toropi är en kommun i Brasilien.   Den ligger i delstaten Rio Grande do Sul, i den södra delen av landet, 1 700 km söder om huvudstaden Brasília. Antalet invånare är 2 952.
Omgivningarna runt Toropi är huvudsakligen savann. Runt Toropi är det ganska glesbefolkat, med 40 invånare per kvadratkilometer.